# Rádio Record
Rádio Record é uma emissora de rádio brasileira sediada em São Paulo, capital do estado homônimo. Opera no dial AM, na frequência 1 000 kHz. Pertence ao Grupo Record, de propriedade do bispo e empresário Edir Macedo, que também controla a rede de televisão homônima. Sua programação atualmente é voltada aos programas populares, porém é basicamente musical. Seus estúdios localizam-se no templo da Igreja Universal do Reino de Deus de Santo Amaro, e sua antena de transmissão está no bairro de Guarapiranga.

## História
A emissora foi inaugurada em 2 de abril de 1928 pelo dono da loja de discos Record, Álvaro Liberato de Macedo, atendendo pelo nome de Rádio Sociedade Record, embora não funcionando regularmente. Seus estúdios funcionavam na Praça da República, 17, e contava com um transmissor de 500 W.
Em 13 de junho de 1931, a emissora foi vendida aos empresários Jorge Alves Lima, João Batista do Amaral e Paulo Machado de Carvalho por um valor de 25 contos de réis. Nesta época, São Paulo exigia a deposição do então presidente Getúlio Vargas, e as rádios paulistas, especialmente a Record, se transformavam em poderosas armas. No mês de julho, teve início o movimento que ficou conhecido como a Revolução Constitucionalista de 1932, que tinha como a principal exigência a convocação de eleições para a formação de uma assembleia constituinte. A cidade de São Paulo logo foi cercada e isolada por tropas federais. Ela então utilizou emissoras de rádio para divulgar os acontecimentos a outras partes do país.
Em 23 de maio de 1932, antes das manifestações, o primeiro passo dos estudantes foi a invasão dos estúdios da Record, chegando até a sala de Paulo Machado de Carvalho, e ordenando que colocasse no ar a leitura de um abaixo-assinado. A rádio teve que aderir à causa na marra. E assim foi dito no ar:
| “ | Nós, os abaixo-assinados, declaramos que invadimos à valentona, os estúdios da PRB-9 Rádio Record de São Paulo, e conclamamos o povo para que se mude a situação política existente no Brasil. | ” |

Logo leram pela Record o nome de um dos que assinavam o manifesto contra Getúlio. Em 9 de julho, a revolução, planejada desde abril de 1931, por fim explodiu. No mesmo dia, através dos acordes do dobrado "Paris Belfort" que ficou como a marcha da Revolução Constitucionalista de 32, fizeram que César Ladeira eloquentemente levasse ao ar mensagens patrióticas, que aclamavam o espírito paulista contra os getulistas. Guilherme de Almeida escreveu poesias para que o locutor declamasse. Por conta da revolução, Ladeira ficou conhecido como "a voz da revolução", e a Rádio Record, como "a voz de São Paulo".
Com a transmissão de programas produzidos por nomes como Blota Júnior, Otávio Gabus Mendes, Osvaldo Moles, Thalma de Oliveira e Sônia Ribeiro, e espetáculos musicais com um numeroso elenco fixo que reunia Isaurinha Garcia, Inezita Barroso, Adoniran Barbosa, Neide Fraga, Carlos Galindo e outros, alcança a liderança em São Paulo entre os anos 1940 e 1950.Nesse período, surge o seu slogan mais marcante: "Rádio Record, a maior".
Sob a direção de Paulo Machado de Carvalho Neto e Chico Paes de Barros, a emissora retoma o primeiro lugar de audiência durante as décadas de 1970 e 1980, com uma programação de linha popular, ancorada por grandes comunicadores como Zé Béttio, Gil Gomes e Eli Corrêa.
Já naquela época, a programação da rádio funcionava 24 horas por dia. A abertura se iniciava às 5h com os seguintes apresentadores: Zé Béttio - Edição diurna (músicas sertanejas), Gil Gomes (repórter policial), Silvio Santos (entretenimento), Barros de Alencar (entretenimento), Eli Corrêa (Música popular), Zancopé Simões (na década de 70, que ficou conhecido como "Amigo número 1 dos Caminhoneiros"), Calé (Música popular, notícias sobre estradas e caminhoneiros), Zé Béttio - Edição noturna (músicas sertanejas), Osvaldo Bettio (músicas sertanejas) e Arlindo Béttio (músicas sertanejas) Em parceria com a Rádio Gazeta, foi uma das pioneiras na transmissão de jogos de futebol em "dobradinha" cuja equipe nessa época era comandada por Osmar Santos. Anteriormente, Osvaldo Maciel comandou a equipe esportiva da emissora e também posteriormente à saída de Osmar.
A exemplo da TV Record, entra em grave crise financeira no final da década de 1980, perdendo seus comunicadores para outras estações e o primeiro lugar em audiência para a Rádio Globo, posteriormente o segundo para a Rádio Capital e o terceiro e quarto para as rádios Bandeirantes e Jovem Pan. Em março de 1990, o controle acionário da rádio, assim como o da TV, passa para o bispo da Igreja Universal do Reino de Deus, Edir Macedo.
Em 2010, perde o quinto e o sexto lugar paras as também populares Tupi e Iguatemi. Em 8 de junho, começa a se formar a Rede Record de Rádio, com a transformação da Rádio Nova do Rio de Janeiro em Rádio Record.
Em julho de 2011, a rádio demite a maior parte de seus comunicadores e rompe a parceria com Eder Luiz para a retransmissão de futebol da Rede Transamérica.